# Liste der Abgeordneten zum Landtag Steiermark (XIX. Gesetzgebungsperiode)
- KPÖ: 2
- SPÖ: 10
- GRÜNE: 3
- NEOS: 3
- ÖVP: 13
- FPÖ: 17

Diese Liste der Abgeordneten zum Landtag Steiermark (XIX. Gesetzgebungsperiode) listet die Abgeordneten zum Landtag Steiermark in der XIX. Gesetzgebungsperiode (ab 18. Dezember 2024) auf.

## Geschichte
Nach der Landtagswahl am 24. November 2024 entfielen von den 48 Mandaten 17 auf die Freiheitliche Partei Österreichs (FPÖ), die damit gegenüber der Landtagswahl 2019 neun Mandate gewann. Die Österreichische Volkspartei (ÖVP) verlor fünf Mandate und erhielt 13 Sitze. Die Sozialdemokratische Partei Österreichs (SPÖ) verlor zwei Mandate und erzielte 10 Sitze. Die Grünen (GRÜNE) halbierten sich von sechs auf drei Mandate. Die Kommunistische Partei Österreichs (KPÖ) ist unverändert mit zwei Abgeordneten im Landtag vertreten. NEOS – Das Neue Österreich und Liberales Forum (NEOS) erhielt ein zusätzliches, drittes Mandat.
Die konstituierende Sitzung des Landtags mit der Wahl und Angelobung der Landesregierung Kunasek fand am 18. Dezember 2024 statt.
Nach der Angelobung der Abgeordneten sollen das Landtagspräsidium, der Landeshauptmann, die Landesrätinnen und Landesräte der Landesregierung und die Mitglieder und Ersatzmitglieder des Bundesrates gewählt werden. In der ersten Landtagssitzung 2025 am 21. Jänner 2025 wurden die Nachrücker für die am 18. Dezember 2024 als Landtagsabgeordnete angelobten Regierungsmitglieder angelobt. Bei der FPÖ rückten am 21. Jänner 2025 Robert Mörth, Markus Konrad und Alexander Putzenbacher nach. Bei der ÖVP wurden Sandra Holasek, Martina Kaufmann, Cornelia Izzo und Johannes Wieser angelobt.
Für den Einzug von Max Lercher in den Landtag hatten mehr als 20 Kandidaten aus dem Landtagswahlkreis Obersteiermark auf eine mögliche Vorreihung verzichtet.

## Funktionen

### Landtagspräsidenten
Die SPÖ nominierte Helga Ahrer als Dritte Landtagspräsidentin. Die ÖVP nominierte den bisherigen Landeshauptmann Christopher Drexler als  zweiten Landtagspräsidenten. In der vorhergehenden XVIII. Gesetzgebungsperiode war Manuela Khom (ÖVP) Landtagspräsidentin, die als Landeshauptmann-Stellvertreterin der Landesregierung Kunasek designiert wurde. Gerald Deutschmann (FPÖ) wurde mit 42 von den 48 abgegebenen Stimmen zum Landtagspräsidenten gewählt.

### Klubobleute
Klubobmann der SPÖ blieb Johannes Schwarz. FPÖ-Klubobmann wurde Marco Triller.

### Bundesräte
Die FPÖ gewann zwei Sitze im Bundesrat hinzu und stellt als stärkste Partei im steirischen Landtag im zweiten Halbjahr 2025 auch den Bundesratspräsidenten. Die Grünen verloren ihr steirisches Mandat und mit insgesamt vier verbliebenen Mandaten den Fraktionsstatus im Bundesrat. Die ÖVP verlor ebenfalls ein Mandat.
Die SPÖ nominierte Gabriele Kolar und Bernadette Kerschler für den Bundesrat, Horst Schachner schied aus dem Bundesrat aus, Maria Fischer wurde Ersatzmitglied. Die ÖVP entsandte Günther Ruprecht, Ernest Schwindsackl und Antonia Herunter und die FPÖ Herbert Kober, Werner Gradwohl, Manfred Repolust und Peter Samt.

### Landtagsabgeordnete
| Name                                     | Bild | Partei | Partei | Anmerkung                                                         |
| ---------------------------------------- | ---- | ------ | ------ | ----------------------------------------------------------------- |
| Helga Ahrer                              |      |        | SPÖ    | Dritte Landtagspräsidentin                                        |
| Werner Amon                              |      |        | ÖVP    |                                                                   |
| Bruno Aschenbrenner                      |      |        | ÖVP    |                                                                   |
| Jochen Bocksruker                        |      |        | SPÖ    | [ 4 ]                                                             |
| Patrick Derler                           |      |        | FPÖ    |                                                                   |
| Gerald Deutschmann                       |      |        | FPÖ    | Landtagspräsident                                                 |
| Wolfgang Dolesch                         |      |        | SPÖ    | [ 4 ]                                                             |
| Christopher Drexler                      |      |        | ÖVP    | Zweiter Landtagspräsident                                         |
| Barbara Eibinger-Miedl                   |      |        | ÖVP    | Wechsel in die Landesregierung mit 18. Dezember 2024              |
| Detlev Eisel-Eiselsberg                  |      |        | ÖVP    |                                                                   |
| Franz Fartek                             |      |        | ÖVP    |                                                                   |
| Armin Forstner                           |      |        | ÖVP    |                                                                   |
| Luca Geistler (auch Luca-André Geistler) |      |        | FPÖ    |                                                                   |
| Chiara Glawogger                         |      |        | SPÖ    | [ 4 ]                                                             |
| Stefan Hermann                           |      |        | FPÖ    | Wechsel in die Landesregierung mit 18. Dezember 2024              |
| Gerhard Hirschmann                       |      |        | FPÖ    |                                                                   |
| Stefan Hofer                             |      |        | SPÖ    | [ 4 ]                                                             |
| Sandra Holasek                           |      |        | ÖVP    | seit 21. Jänner 2025, Nachrückerin für ein ÖVP-Regierungsmitglied |
| Cornelia Izzo                            |      |        | ÖVP    | seit 21. Jänner 2025, Nachrückerin für ein ÖVP-Regierungsmitglied |
| Doris Kampus                             |      |        | SPÖ    | [ 4 ]                                                             |
| Silvia Karelly                           |      |        | ÖVP    |                                                                   |
| Martina Kaufmann                         |      |        | ÖVP    | seit 21. Jänner 2025, Nachrückerin für ein ÖVP-Regierungsmitglied |
| Manuela Khom                             |      |        | ÖVP    | Wechsel in die Landesregierung mit 18. Dezember 2024              |
| Claudia Klimt-Weithaler                  |      |        | KPÖ    |                                                                   |
| Karlheinz Kornhäusl                      |      |        | ÖVP    | Wechsel in die Landesregierung mit 18. Dezember 2024              |
| Philipp Könighofer                       |      |        | FPÖ    |                                                                   |
| Markus Konrad                            |      |        | FPÖ    | seit 21. Jänner 2025, Nachrücker für ein FPÖ-Regierungsmitglied   |
| Sandra Krautwaschl                       |      |        | GRÜNE  |                                                                   |
| Eva Maria Kroismayr-Baier                |      |        | FPÖ    |                                                                   |
| Mario Kunasek                            |      |        | FPÖ    | Wechsel in die Landesregierung mit 18. Dezember 2024              |
| Max Lercher                              |      |        | SPÖ    | [ 4 ]                                                             |
| Thomas Maier                             |      |        | FPÖ    |                                                                   |
| Arnd Meißl                               |      |        | FPÖ    |                                                                   |
| Alexander Melinz                         |      |        | KPÖ    |                                                                   |
| Robert Mörth                             |      |        | FPÖ    | seit 21. Jänner 2025, Nachrücker für ein FPÖ-Regierungsmitglied   |
| Veronika Nitsche                         |      |        | GRÜNE  |                                                                   |
| Alexander Putzenbacher                   |      |        | FPÖ    | seit 21. Jänner 2025, Nachrücker für ein FPÖ-Regierungsmitglied   |
| Robert Reif                              |      |        | NEOS   | [ 10 ]                                                            |
| Stefan Resch                             |      |        | FPÖ    |                                                                   |
| Albert Royer                             |      |        | FPÖ    |                                                                   |
| Simone Schmiedtbauer                     |      |        | ÖVP    | Wechsel in die Landesregierung mit 18. Dezember 2024              |
| Lukas Schnitzer                          |      |        | ÖVP    |                                                                   |
| Bettina Schoeller                        |      |        | NEOS   | [ 10 ]                                                            |
| Lambert Schönleitner                     |      |        | GRÜNE  |                                                                   |
| Johannes Schwarz                         |      |        | SPÖ    | Klubobmann                                                        |
| Willibald Spörk                          |      |        | FPÖ    |                                                                   |
| Klaudia Stroißnig                        |      |        | ÖVP    |                                                                   |
| Nikolaus Swatek                          |      |        | NEOS   | Klubobmann                                                        |
| Andreas Thürschweller                    |      |        | SPÖ    | [ 4 ]                                                             |
| Marco Triller                            |      |        | FPÖ    |                                                                   |
| Günter Wagner                            |      |        | FPÖ    |                                                                   |
| Michael Wagner                           |      |        | FPÖ    |                                                                   |
| Johannes Wieser                          |      |        | ÖVP    | seit 21. Jänner 2025, Nachrücker für ein ÖVP-Regierungsmitglied   |
| Kerstin Zambo                            |      |        | FPÖ    |                                                                   |
| Klaus Zenz                               |      |        | SPÖ    | [ 4 ]                                                             |